# 南米爾頓凱恩斯 (英國國會選區)
南米爾頓凱恩斯（英語：Milton Keynes South），英國國會一郡選區，包括英格蘭東南部白金漢郡米爾頓凱恩斯南部。始設於2010年。
在2010年大選中保守黨的尼古拉·布萊克伍德以41.6%選票擊敗了尋求連任、工黨的菲莉斯·斯塔基。